# Funk carioca
O funk carioca (pronúncia em português: [fɐ̃(ŋ)ki]) ou simplesmente funk — também chamado de baile funk ou favela funk no mundo anglófono — é um gênero musical oriundo das favelas do estado do Rio de Janeiro, no Brasil. Apesar do nome, é diferente do funk originário dos Estados Unidos. Isso ocorreu pois, a partir dos anos 1970, começaram a ser realizados bailes da pesada, black, soul, shaft ou funk no Rio de Janeiro. Com o tempo, os DJs foram buscando outros ritmos de música negra, mas o nome original permaneceu. O funk brasileiro tem uma influência direta do miami bass e do freestyle. O termo baile funk é usado para se referir a festas em que se toca o funk. Apesar de ser inicialmente popularizado como funk carioca, o gênero passou a ser tocado e produzido em diferentes regiões do país.
Ligado basicamente ao público jovem, o funk tornou-se um dos maiores fenômenos de massa do Brasil. Na década de 1980, o antropólogo Hermano Vianna foi o primeiro cientista social a abordá-lo como objeto de estudo, em sua dissertação de mestrado que daria origem ao livro O Mundo Funk Carioca (1988). No âmbito da musicologia, o primeiro pesquisador sobre o funk foi Carlos Palombini, nos anos 2000.
Tal gênero musical é alvo de críticas por fazer apologia ao sexo e ao tráfico de drogas.

## História

### Anos 1970: Antecedentes
Os chamados bailes funk têm origem no início da década de 1970, quando surgiram os chamados bailes da pesada, realizados no Canecão pelos DJs Big Boy e  Ademir Lemos, nesses bailes os ritmos predominantes eram soul e funk Com o tempo, surgem outros bailes, chamados de black  ou shaft, nome inspirado no filme Shaft (1971), um blaxploitation, nome dados aos filmes destinados a comunidade afro-americana, estrelado por Richard Roundtree que teve trilha sonora de soul e funk composta por Isaac Hayes. Em 1973, surge a equipe de som Furacão 2000, outras equipes surgem nesse período como  Black Power e Soul Grand Prix, esse último fundado por Dom Filó Em 1976, o artigo Black Rio – O orgulho (importado) de ser negro no Brasil de Lena Frias, publicada no Jornal do Brasil, serviu para batizar o movimento de Black Rio, que inclusive foi usado para nomear a uma banda.
Em meados da década, os bailes funk perderam um pouco da popularidade por conta do surgimento da disco music, uma versão pop de soul e funk, sobretudo após o lançamento do filme Os Embalos de Sábado à Noite (1977), estrelado por John Travolta e com trilha sonora da banda Bee Gees. Embora a disco tivesse grande apelo nas pistas de dança, seu foco no entretenimento e no hedonismo foi criticado por deixar de lado o engajamento social e político presente em muitas canções de soul e funk anteriores.
Na época, o então adolescente, Fernando Luís Mattos da Matta se interessou pela discotecagem ao ouvir o programa  Cidade Disco Club na Rádio Cidade do Rio de Janeiro (102,9 FM), anos mais tarde, Fernando adotaria o apelido de DJ Marlboro e a rádio ficaria conhecida como a rádio rock carioca.

### Anos 1980

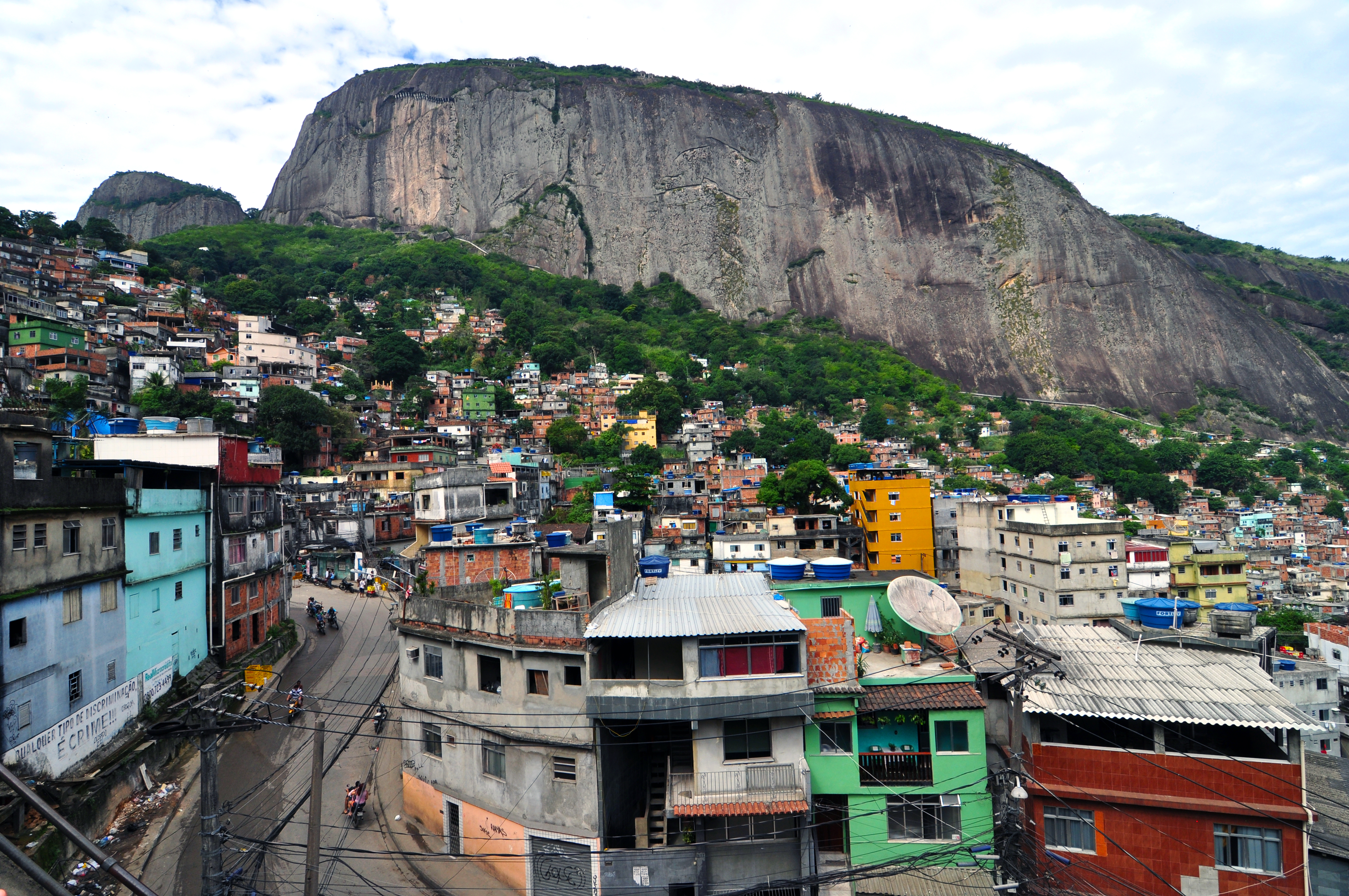
O funk carioca é originário das favelas do Rio de Janeiro

A partir da década de 1980,  o funk passou por uma forte transformação eletrônica. Elementos clássicos como metais, órgãos e baixos foram gradualmente substituídos por sintetizadores digitais, baterias eletrônicas (como a Roland TR-808) e linhas de baixo eletrônicas. Essa mudança marcou o fim da era P-Funk tradicional e o início de uma sonoridade mais sintética e dançante, com letras mais explícitas.
Os bailes funk do Rio de Janeiro começaram a ser influenciados pelos novos ritmos, tais como o Miami bass, que trazia músicas mais erotizadas e batidas mais rápidas. Por volta de 1986, o sociólogo Hermano Vianna presenteia o DJ Marlboro com uma bateria eletrônica do modelo Boss Doctor Rhythm DR-110. As primeiras gravações de funk carioca eram versões desse gênero musical. Também nessa década surgem os bailes charme, criados pelo Corello DJ e que tocavam canções românticas de R&B contemporâneo, como o new jack swing.
De acordo com Malboro, a principal influência para o surgimento do funk carioca foi o single Planet Rock de Afrika Bambaataa e Soulsonic Force, lançado em 1982, misturando o funk de James Brown e a música eletrônica do grupo alemão Kraftwerk (tendo inclusive sampleado trechos de Trans-Europe Express),   a canção foi denominada na época como funk e hoje é reconhecida como um dos primeiros singles de electro, Bambaataa também é reconhecido como um dos precursores do hip hop e pela associação cultura Zulu Nation.
As rádios passaram a dedicar espaço em sua grade horária para os sucessos feitos no ritmo funk. Um dos mais famosos foi a regravação de uma canção de Raul Seixas, o Rock das 'Aranha'. A ela, se juntaram outras paródias de gravações de cantores de latin freestyle (servindo de inspiração para o funk melody) como Stevie B, Corell DJ, entre outros MCs. Um dos raps (ou melôs, como também eram chamados) que marcaram o período mais politizado no funk carioca foi o Feira de Acari, que falava sobre a Robauto, a feira de peças de carro roubadas realizada no bairro de Acari,. a canção esteve presente na trilha da telenovela Barriga de Aluguel de 1990.
Ao longo da nacionalização do funk, os bailes — até então, realizados nos clubes dos bairros do subúrbio da capital do estado do Rio de Janeiro — expandiram-se a céu aberto, nas ruas, onde as equipes rivais se enfrentavam disputando quem tinha a aparelhagem mais potente, o grupo mais fiel e o melhor DJ. Neste meio, surgiu DJ Marlboro, um dos vários protagonistas do movimento funk. Com o tempo, o funk ganhou grande apelo entre moradores de comunidades carentes, pois as músicas tratavam do cotidiano dos frequentadores, abordando a violência e a pobreza das favelas.[carece de fontes?]

### Anos 1990
Com o aumento do número de raps/melôs gravadas em português, apesar de quase sempre se utilizar a batida do miami bass, o funk carioca começou a década de 1990 criando a sua identidade própria. As suas letras refletem o dia a dia das comunidades ou fazem exaltação a elas (muitos desses raps surgiram de concursos de rap promovidos dentro das comunidades). Em consequência, o ritmo ficou cada vez mais popular e os bailes se multiplicaram.[carece de fontes?]
Uma outra vertente popular do funk carioca era o funk melody, com músicas mais melódicas e temas mais românticos, seguindo mais fielmente a linha musical do freestyle americano e alcançando sucesso nacional. Destacaram-se, nesta primeira fase, Latino, Copacabana Beat, MC Marcinho, entre outros.[carece de fontes?]
A partir de 1995, o funk carioca, até então executado apenas em algumas rádios, passou a ser tocado inclusive em algumas emissoras AM. O que parecia ser um modismo desceu os morros, chegando às áreas nobres do Rio de Janeiro. O programa da Furacão 2000 (inspirado no programa americano Soul Train) na Central Nacional de Televisão fazia sucesso, trazendo os destaques do funk e deixando de ser exibido apenas no Rio de Janeiro, ganhando uma edição nacional. Além disso, muitos artistas passaram a se apresentar em programas apresentados por Xuxa. A associação da apresentadora com o funk começou ainda em 1990, quando ela incluiu funkeiros no filme Lua de Cristal. A partir daí, Xuxa passou a abrir espaço em seus programas para o gênero, como o Xuxa Park e, mais tarde, o Planeta Xuxa.  Artistas como Claudinho & Buchecha, entre outros, tornaram-se referência nessa fase áurea, além de equipes de som como Pipo's, Cashbox e outras. A Rádio Imprensa teve papel importante nesse processo, ao abrir espaço para os programas destas e de várias outras equipes.[carece de fontes?]
Alguns bordões e gritos de guerra criados nos bailes tornavam-se sucesso, como foi o caso de Uh, tererê (um falso cognato do rap Whoop! There it is! do grupo americano Tag Team) e Ah, eu tô maluco. O funk carioca também influenciou outros ritmos, como a paradinha funk do Mestre Jorjão, da Viradouro, no desfile de carnaval de 1997. Nessa época, viu-se o surgimento do  tamborzão, também chamado de Volt Mix, surgiu a partir de um sampler do 808 Beatapella Mix do DJ americano Battery Brain, reciclado por DJ Nazz, e logo passou a influenciar diversos singles. Entre eles destacam-se o Melô da Macumba, baseado na versão dub de Light Years Away, do Warp 9, e o Melô da Explosão, uma versão instrumental de Don't Stop the Rock, do grupo Freestyle. Uma outra inspiração seria o trabalho de Ivo Meirelles, artista que misturou samba, funk, soul e rap ao criar o Funk'n'Lata, um grupo que usa instrumentos de bateria de escolas de samba. Segundo o pesquisador Meno Del Picchia: "A batida rítmica que, quando ouvimos, imediatamente identificamos como funk está presente em manifestações como maculelê da capoeira e toques de congo do candomblé".
Artistas pop como Fernanda Abreu e Lulu Santos também flertaram com o funk carioca durante a década de 1990. Ambos vieram do sucesso nos anos 1980 ligados ao pop rock, Fernanda como integrante da banda Blitz e Lulu em carreira solo.
Paralelo a isso, outra corrente do funk ganhava espaço junto às populações carentes: o proibidão. Normalmente com temas vinculados ao tráfico de drogas, os raps eram, muitas vezes, exaltações a grupos criminosos locais e provocações a grupos rivais, os alemães (gíria também usada para denominar os grupos rivais dentro dos bailes funk). Normalmente, as músicas eram cantadas apenas em bailes realizados dentro das comunidades e divulgados em algumas rádios comunitárias.
Em meados dos anos 1990, ganharam força os chamados bailes de corredor, em que os salões eram divididos em grupos rivais, cujos integrantes trocavam agressões. Em 1996, Rômulo Costa, da Furacão 2000, e José Claudio Braga, o Zezinho, da equipe ZZ Disco, trocaram acusações sobre a promoção de bailes funk com violência. Na época, um incidente ocorrido no baile do clube Pavunense resultou em uma perseguição a um ônibus cheio de funkeiros. Chegando ao Centro do Rio de Janeiro, uma dupla em uma moto atirou no ônibus, matando duas pessoas. Zezinho alegou que não pode ser responsabilizado por algo que aconteceu a 32 quilômetros do clube e que os bailes promovidos por Rômulo Costa possuíam mais violência.
A primeira iniciativa em investigar casos de violência em bailes funk aconteceu em 1995, com a CPI do Funk, instalada na Assembleia Legislativa do Rio de Janeiro pelo deputado Albano Reis, sendo presidida pelo parlamentar Carlos Correia. Representantes das equipes de som - entre eles, Rômulo Costa - foram ouvidos, abordando também a discriminação sofrida pelos jovens que frequentam os bailes. A CPI propôs também ouvir os juízes que proibiram a frequência de menores de 18 anos nos bailes. Ao fim dos trabalhos, a comissão sugeriu mudanças nos bailes, como maior transparência na contratação de segurança e dos ônibus para o transporte das galeras. Além disso, propuseram a realização de um seminário sobre violência e juventude.
Entretanto, os casos de violência e até de prostituição e pornografia envolvendo menores permaneceram nos bailes funk do Rio de Janeiro. Em 1997, fazia sucesso nas videolocadoras do Grande Rio o VHS Rio Funk Proibido, que trazia cenas de violência nos bailes e de shows com forte carga erótica. Rômulo Costa, que na época presidia a Liga das Equipes de Som do Rio de Janeiro, criticou a circulação do vídeo, alegando que tais cenas não representavam os bailes que aconteciam no Rio. Em 1999, promotores do Ministério Público do Rio de Janeiro acusaram os produtores do vídeo de envolver menores de idade em cenas de pornografia. O vídeo chegou a ser proibido pelo juiz Siro Darlan, da Vara da Infância e do Adolescente, mas prosseguiu sendo distribuído de maneira clandestina.
No dia 24 de outubro de 1999, os bailes funk do Rio de Janeiro chegaram a ser proibidos após três adolescentes serem mortos em um confronto entre galeras. O fato aconteceu no Clube Chaparral, em Bonsucesso. Isso fez com que o juiz Siro Darlan se reunisse com promotores dos bailes para garantir que não haveria violência nesses eventos. Na época, a Polícia Civil também investigava o incentivo do tráfico de drogas aos bailes funk. No dia 13 de novembro, José Claudio Braga, dono da ZZ Disco, foi preso após ser acusado de aliciar menores de idade para fazer strip-tease em bailes funk. Na época, a polícia se baseou em imagens registradas pela TV Globo para efetuar a prisão. No dia 1º de dezembro, Rômulo Costa, da Furacão 2000, também foi preso no mesmo inquérito que investigava os casos de violência nos bailes e outros delitos.
Em meio à investigação policial, acontecia uma nova Comissão Parlamentar de Inquérito (CPI) na Assembleia Legislativa do Rio de Janeiro, dessa vez aberta pelo deputado Alberto Brizola. Parlamentares enviaram ao então secretário de Segurança do Rio de Janeiro, Josias Quintal, um pedido para a interdição temporária de 28 clubes no estado que promoviam os bailes funk por causa de casos de violência. O Ministério Público produziu um relatório chamado de A Verdade Real Sobre a Violência nos Bailes Funks, mostrando que os casos de violência eram organizados e não apenas brigas corriqueiras que aconteciam nos eventos. Em 2000, uma lei regulamentou os bailes funk do Rio de Janeiro.

### Anos 2000
A década de 2000 começou com um reposicionamento do funk. Houve a diminuição dos eventos violentos, ao mesmo tempo em que surgiram músicas com letras mais sensuais e dançantes. Maior equipe de som do Rio de Janeiro, a Furacão 2000 deixou as páginas policiais e ganhou projeção nacional com os hits lançados. Responsáveis pela equipe, o casal Rômulo e Verônica Costa ganharam as manchetes nacionais e se tornaram celebridades. O até então desconhecido Dennis DJ, funcionário da equipe à época, começou a fazer sucesso nos bailes do Rio de Janeiro – o disc-jockey produziu vários êxitos, como Cerol na Mão, do Bonde do Tigrão, e Tapinha, dos MCs Naldinho e Beth.  Por outro lado, o já veterano DJ Marlboro apostava no que chamava de new funk, com letras mais trabalhadas, voltadas para a dança.
Gírias como popozuda, potranca, pixadão, cachorra e purpurinada tomavam conta das letras do funk no início da década de 2000. Algumas expressões provocaram a revolta de setores feministas, acusando o funk de rebaixar a imagem das mulheres – a própria Verônica Costa reconhecia que algumas músicas passavam dos limites.  Um dos principais alvos do movimento feminista era a música Tapinha, que era apontada como um incentivo à violência contra a mulher. Quinze anos após o lançamento da canção, em 2015, a Furacão 2000 foi condenada a pagar R$ 500 mil de indenização, valor que foi repassado ao Fundo Federal de Defesa dos Direitos Difusos da Mulher.

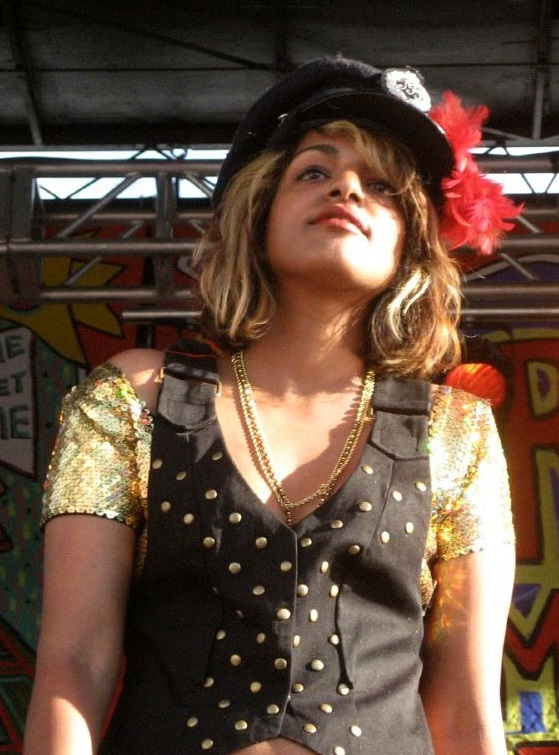
A inglesa M.I.A. frequentemente usa ritmos dos bailes funk em suas músicas, especialmente no álbum Arular. Isso ajudou a difundir internacionalmente o estilo.

Em 2000, a banda de rock gaúcha DeFalla experimenta o sucesso no gênero com o hit Popozuda Rock'n'Roll, do álbum Miami Rock. No ano anterior, Edu K, vocalista do grupo, havia misturado rock e funk ao produzir Broncas Legais, o primeiro álbum da banda Comunidade Nin-Jitsu.
Com o sucesso dos álbuns da série Tornado Muito Nervoso, da Furacão 2000, o funk chegou a São Paulo. Em 2001, a própria equipe de som começou a fazer bailes na capital paulista, assim como o grupo Bonde do Tigrão. Programas de televisão como Domingo Legal, do SBT, e Superpositivo, da Band, também passaram a levar artistas do gênero. No Rock in Rio 3, Paula Toller cantou um trecho de Tapinha.
No mesmo ano, o grupo de pagode baiano É o Tchan!, cujas vendas começaram cair naquele ano, gravou um álbum dedicado ao gênero, produzido pelo DJ Memê, um DJ de house music associado com Fernanda Abeu  e Lulu Santos, já o grupo As Meninas gravou uma versão cover de Tapinha, curiosamente, uma canção do grupo, Xibom Bombom, inspirou o hit O Rap do Sufocador de Mister Catra. O funk ganhou espaço fora do Rio de Janeiro e ganhou reconhecimento internacional quando foi eleito umas das grandes sensações do verão europeu de 2005. Foi a base para um sucesso da cantora inglesa M.I.A., Bucky Done Gun, produzido por Diplo, que também excursionou pelo gênero.
Apesar do sucesso, nesse período, os artistas do funk não ganhavam cachês altos, apesar de um CD da Furacão 2000, Tornado Muito Nervoso 2, ter vendido 350 mil cópias, segundo a empresária Kamilla Fialho, criadora da produtora K2L e ex-funcionária da Furacão 2000: O que tinha na época era a estrutura da Furacão e o DJ Marlboro. A Furacão era estrela, o Marlboro era estrela. Os artistas eram complemento dos eventos.

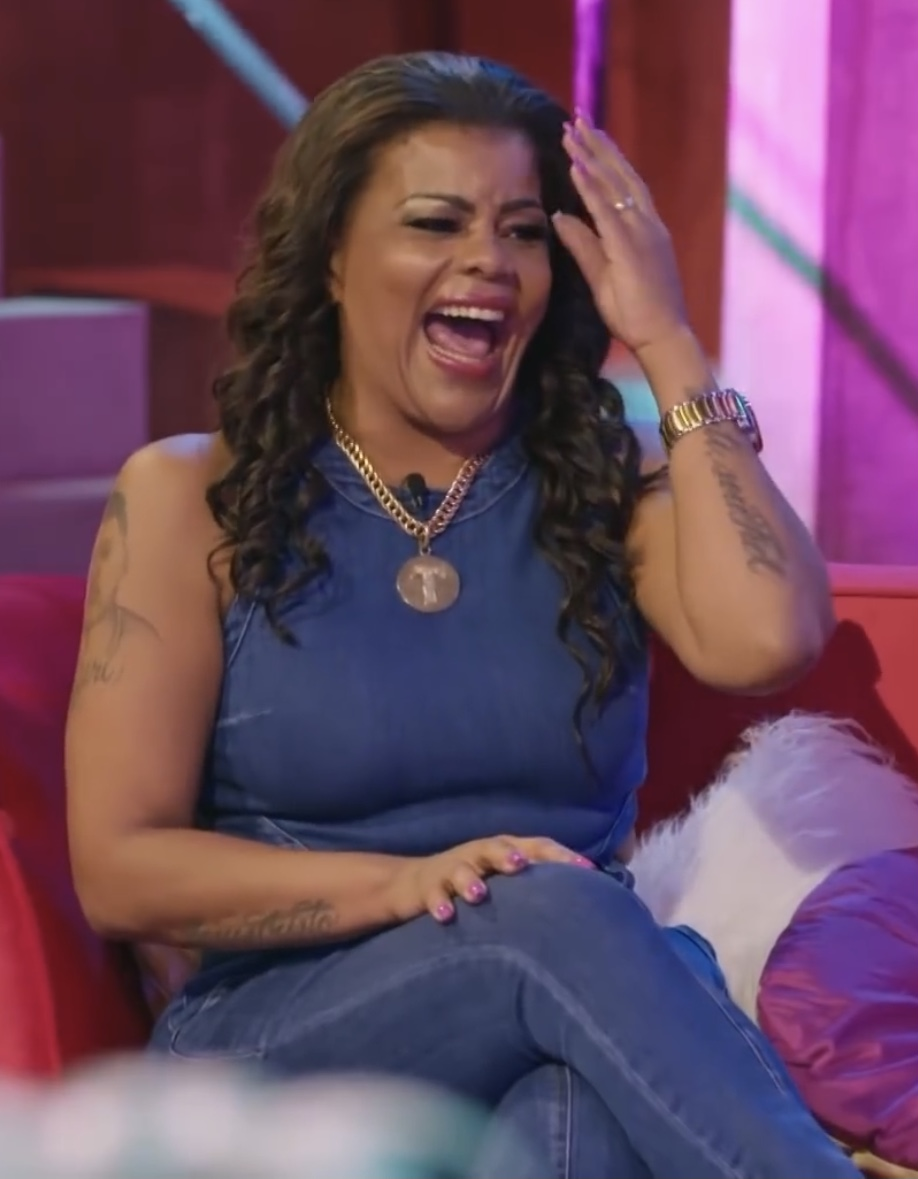
Tati Quebra Barraco é reconhecida como uma das pioneiras no gênero musical, e uma das principais mulheres expoentes do estilo.

Um dos destaques dessa fase (e que foi objeto até de um documentário europeu sobre o tema) foi a cantora Tati Quebra-Barraco, que se tornou, através das letras de suas músicas, um símbolo de mulheres que demonstram resistência à dominação masculina.[carece de fontes?] Em 2004 a funkeira foi convidada a participar do Festival Ladyfest, em Stuttgart, que queria uma artista feminina como representante da cultura brasileira. Além do festival, a cantora apresentou-se também em uma festa para convidados no Palácio da República, em Berlim e ainda fez shows em Berlim, Zurique e Amsterdã. A passagem, paga pelo Ministério da Cultura, gerou polêmica em vários jornais no Brasil, chegando o Jornal O Globo Online a criar a pergunta: funk é cultura?, contando com mais de 500 respostas e opiniões diversas. Parte da sociedade criticou o empreendimento artístico do governo. Até a própria classe artística ficou dividida com relação ao fato.[carece de fontes?]
Entre 2007 e 2008, o gênero movimentou cerca de 10 000 000 de reais por mês no estado do Rio de Janeiro. Algumas letras eróticas e de duplo sentido, normalmente desvalorizando o gênero feminino, também revelavam uma não originalidade, ao copiar samples de outros estilos.
Em julho de 2007, em Angola, surgiu o primeiro grupo de funk angolano, Os Besta-Fera. Seu vocalista principal, MC Lucas, esteve no Rio de Janeiro, onde aprendeu a cantar o funk brasileiro. O estilo também está presente no trabalho da cantora japonesa Tigarah.
A respeito desse sucesso, o antropólogo Hermano Vianna, autor do pioneiro estudo O Mundo Funk Carioca (1988), ISBN 8571100365, afirmou:
| “ | Todo esse mercado foi criado nas duas últimas décadas, sem ajuda da indústria cultural estabelecida. (...) Não conheço outro exemplo tão claro de virada mercadológica na cultura pop contemporânea. O funk agora tem números claros que mostram uma atividade econômica importante, que pode, assim, ser levado a sério pelo poder público | ” |

Em 2008, Leonardo Mota, o MC Leonardo, fundou a Associação dos Profissionais e Amigos do Funk (Apafunk). Leonardo iniciou a carreira na década de 1990, ao lado do irmão Júnior, tendo sido ambos responsáveis pelo sucesso Rap das Armas, no mesmo ano, o deputado federal Chico Alencar (PSOL - RJ) apresenta um projeto de lei que declara o ritmo forma de manifestação cultural popular. Em julho de 2009, a Apafunk criou a roda de funk, inspirada nas rodas de samba.
Em setembro de 2009, a Assembleia Legislativa do Rio de Janeiro aprovou o projeto dos deputados Wagner Montes e Marcelo Freixo que definiu o funk como movimento cultural e musical de caráter popular do Rio de Janeiro. Em novembro do mesmo ano, a secretária de transportes do Estado do Rio de Janeiro lançou o evento conhecido como Trem do Funk, inspirado no evento anterior Trem do Samba, que já era realizado desde 1996. Através desse evento, a Supervia destina uma composição que abriga uma festa dedicada ao funk circulando desde a estação da Central do Brasil até Belford Roxo.

### Anos 2010
Em 2011, foi realizado a Batalha dos Passinhos, um concurso promovendo o estilo de dança criado nos bailes e inspirado em passos de outros estilos musicais, como o ballet clássico, o jazz, o hip hop e o frevo. No mesmo ano, foi realizada a primeira Rio Parada Funk. Em 2012, esse estilo de dança ganhou as páginas policiais, após o dançarino Gualter Damasceno Rocha, de 22 anos, conhecido com o Rei dos Passinhos, ter sido assassinado. Gualter desapareceu na noite de réveillon: após sete dias, teve o corpo reconhecido por um irmão através de fotos.
Ainda 2011, surge a Liga do Funk, uma associação paulista idealizada pelo empresário Marcelo Galático. Foi também lançado o musical Funk Brasil - 40 anos de baile, baseado no livro Batidão - Uma História de Funk, do jornalista Silvio Essinger.
O gênero foi ganhando cada vez mais espaço no carnaval carioca, sendo adotado por grupos de bate-bola e o surgimento do Bloco Apafunk. Artistas do funk começaram a se profissionalizar, passando a fazer aula de canto e instrumentos musicais, usar bandas, coreografias, uma das pioneiras na mudança foi a produtora K2L de Kamilla Fialho, que empresariou artistas como Naldo Benny (ex- MC-Naldo, que fazia dupla com seu irmão Lula, morto em 2008), MC Sapão, Lexa e Anitta, alguns desses elementos como o uso de bandas já eram vistos em Claudinho & Buchecha, mas não foi algo que se expandiu muito no gênero.[carece de fontes?]
Os artistas também passaram a incorporar elementos de hip hop, pop e R&B. Segundo Fialho, isso se refletiu no cachê, após sair da Furacão 2000, em três ou quatro meses, o cachê de Anitta saltou de R$ 1 500,00 para R$ 15 000,00.
Entre 2013 e 2016 o funk produzido no Rio de Janeiro foi perdendo espaço para o funk paulista e o funk ostentação. Entre os principais representantes do movimento atual estiveram Nego do Borel, MC TH, MC Delano, MC Nandinho e MC Nego Bam. A popularização da canção Baile de favela de MC João, em 2015, trouxe à mídia as festas nas quais são realizados os eventos de funk em São Paulo, conhecidas como bailes de favela. Diversos meios de comunicação abordaram reportagens sobre estes eventos, inclusive sendo alvo de uma reportagem do programa televisivo A Liga, da Rede Bandeirantes. O teor de erotismo das músicas e a promiscuidade vista dentro dos bailes também foi pauta de jornais reconhecidos no país, como O Globo.
Em 2018, a Câmara Municipal do Rio de Janeiro aprovou o projeto da vereadora Verônica Costa que definiu o passinho como Patrimônio Cultural Imaterial do povo carioca. Em 2019, mais reconhecimento internacional, o MC Kevin o Chris grava uma versão de Ela é do Tipo com o rapper canadense Drake, Madonna grava com Anitta uma versão cover de Faz Gostoso de Blaya, cantora luso-brasileira que vive em Portugal, para onde Madonna se mudou em 2017.

### Anos 2020
Em 2023, é aprovado o Dia Nacional do Funk, comemorado em 12 de julho, na mesma época em que o gênero passa a ser largamente usado em comerciais de televisão e rádio.
Em Minas Gerais surge um novo subgênero, chamado de MTG (sigla de montagem), o gênero remete aos mashups muito populares na década de 1990, os mashups podem ser de qualquer estilo, seja MPB, forró, pop.
Em 2024, o passinho foi declarado Patrimônio Cultural Imaterial do Estado do Rio de Janeiro.

## São Paulo
Durante muitos anos, cultivou-se uma grande rivalidade entre os estados de São Paulo e Rio de Janeiro no que tange aos estilos musicais predominantes em cada região. O Rio de Janeiro, por exemplo, criou o que era chamado de funk carioca, que possui em sua essência temas como a vida nas favelas e a exaltação da mulher - esta última, através do funk melody, e ao proibidão, que canta sobre criminalidade e possui conteúdos de apelo sexual; no entanto, tal estilo não era aceito em São Paulo, pois era julgado pela maioria como alienante - apesar de uma crítica social se encontrar presente. Em contrapartida, os paulistas apresentavam um discurso contundente espelhado nos rappers norte-americanos da chamada velha escola do hip hop, preocupando-se em expor os problemas do governo em batidas pesadas e agressivas, as quais não foram bem-recebidas no estado vizinho por serem vistas como chatas e antidiversão. Esta divisão explica a existência de poucos cantores de funk em São Paulo, bem como poucos rappers no Rio de Janeiro. Com o funk ostentação, essa divisão entre os estados acabou ficando bem menor, visto que ambos encontraram um meio-termo em seus ideais.
O funk não era um dos gêneros musicais mais populares no estado de São Paulo, sendo que em meados da década de 1990, cerca de cinco DJs executavam canções do gênero em festas e bailes. DJ Baphafinha, um dos pioneiros na profissão em São Paulo, afirmou que o funk chegou na Baixada Santista no ano de 1995, através de Lourival Fagundes, dono da gravadora Footloose. Sem fazer nenhuma menção à ostentação, os MCs Jorginho e Daniel compuseram a primeira música de funk paulista, chamada Fubanga Macumbeira, que em tom humorado fazia menção à mulheres. Desde tal momento até 2008, o funk do estado de São Paulo procurou abordar temas como a criminalidade e o erotismo, mantendo a sonoridade e a temática muito similares ao do funk carioca, tendo como destaque nomes como MC Dinho da Neném, MCs Renatinho & Alemão, e MC Duda do Marapé.
Em 2011, surgiu a Liga da Funk, uma associação paulista idealizada pelo empresário Marcelo Galático. Em 2016, é sancionado o Dia Estadual do Funk de São Paulo, a data escolhida foi 7 de julho, data da morte do MC Daleste. Em 2024, é sancionado o Dia Nacional do Funk , a data escolhida foi 12 de julho, em comemoração ao primeiro Baile da Pesada organizado pelo DJ Big Boy em 12 e julho de 1970.

## Subgêneros

### New funk
Subgênero surgido em 1999, o new funk misturava o funk com dance-pop. Enquanto as letras das músicas de funk carioca naquela época eram focadas nas dificuldades nas favelas, o new funk apresentava ritmos e letras centradas na sensualidade e no divertimento. O termo foi uma criação do DJ Marlboro, que buscava letras mais trabalhadas para o gênero. O cantor mais conhecido dessa vertente é Jah-Mai, intérprete da música New Funk.

### Eletrofunk
Surgido em 2011 em Curitiba, no Paraná, o gênero mistura música eletrônica com funk, sendo impulsionado pela produtora Eletrofunk Brasil, que revelou diversos artistas paranaenses, produzindo e lançando videoclipes em seu canal no Youtube. O gênero ganhou repercussão nacional em 2012 com a cantora MC Mayara com as faixas Primeira Vez e Teoria da Branca de Neve. Aos poucos outros artistas ganharam fama, como Edy Lemond, DZ MC's e DJ Cléber.

### Funk 150 BPM
Em 2018 surgiu uma outra vertente, o funk de 150 batidas por minuto ou 150 BPM, liderado pelos DJs Polyvox e Rennan da Penha. Em 2019, o funk 150 BPM foi adotado por blocos carnavalescos.
O Funk 150 BPM surgiu no contexto do fim das políticas das Unidades de Polícia Pacificadora, instalada no início da década de 2010, que mantinham ocupação militar permanente de favelas e limitavam a realização de bailes funk, gerando uma crise no setor. Um dos bailes fechados foi o baile da Chatuba, na Penha, um dos maiores até então, e a quadra onde ele era realizado foi transformado na base da UPP Chatuba.
O gênero foi criado pelo DJ Polyvox, que se inspirou ao gravar seu filho batucando numa garrafa pet e o colocou em 150 BPM, levando à criação de Tambor Coca-Cola, divulgado no Baile da Nova Holanda. O ritmo foi sendo adotado por outros DJs e com o renascimento dos bailes cariocas, festas como o Baile da Gaiola da Penha e o da Baile da Nova Holanda do Complexo da Maré tornaram-se importantes núcleos do funk acelerado.
Até então, o funk paulista, com a ascensão de KondZilla, do funk ostentação e do funk ousadia- de MC Fioti, Kevinho, Livinho, predominava nas paradas musicais e utilizava a velocidade 130, mais cadenciado. Passando a ser influenciado pelo funk 150 BPM, o funk paulista sofreu mudanças. O DJ RD incluiu o ritmo novo no hit paulista “Só quer vrau”. Livinho também lançou Ela Vem em parceria com MC G15 e Hoje Eu Vou Parar na Gaiola com Rennan da Penha.
Entre os principais hits do movimento estão faixas gravadas pelo MC Kevin O Chris como Tu Tá na Gaiola, Ela é do Tipo,  Dentro do Carro, Evoluiu, Resenha Lá em Casa (com Pocah), Tá OK (com Dennis DJ), e Eu Vou pro Baile da Gaiola (com FP do Trem Bala), MC Rebecca (Sento no Talento), Pedro Sampaio (Vai Menina, Fica à Vontade) e FP do Trem Bala, Iasmin Turbininha e Dennis DJ . O rapper canadense Drake regravou o hit Ela é do Tipo em parceria com Kevin O Chris. Tá OK foi regravada com nova versão com participação de Maluma e Karol G.

### Funknejo
Surgiu por volta de 2012, foram populares os rearranjos de hits do sertanejo universitário para a batida comum do funk feitos por DJs. A vertente ganhou mais força quando as parcerias entre duplas sertanejas e MCs do funk tiveram início dando origem a novos sucessos musicais dentro desse ritmo.

### Pagofunk
Fusão do funk com o pagode, o termo também se refere a festas onde tocam ambos os estilos, as origens do subgênero podem ser rastreadas em meados dos anos 90, em 1997, a dupla Claudinho & Buchecha gravou a canção  Fuzuê no álbum A Forma, a canção usa um cavaquinho, instrumento presentes em gêneros como samba, choro e pagode, na letra, a dupla homenageia artistas do pagode, antes de formar a dupla com Claudinho, Buchecha integrou uma banda de pagode chamada Raio de Luz. O Grupo Raça fez sucesso com Ela sambou, eu dancei, escrita por Arlindo Cruz, A. Marques e Geraldão, que fazia alusão ao funk carioca, em 2014, a canção ganhou uma releitura com elementos de funk com o próprio Arlindo Cruz com Mr. Catra.
Mc Leozinho, fez uso do cavaquinho na canção Sente a pegada de 2008. Artistas como MC Delano e Ludmilla também o uso de cavaquinho em algumas canções, Ainda na infância, Ludmila eventualmente cantava em grupo de pagode de seu ex-padrasto. Em 2015, Ludimilla também participou de um dueto com o grupo Molejo em Polivalência, nova versão da música do álbum de mesmo nome lançado em 2000, em 2020, lançou Numanice, um EP dedicado ao pagode.
Em 2021, o cantor MC Bola participa do DVD do Grupo Presença, na ocasião, Bola comentou: Eu costumo dizer que o funk e o pagode caminham na mesma rua, são ritmos muito semelhantes, os dois tem origem no gueto. O cantor já foi intérprete da escola de samba Brasil, localizada em Santos.
Em 2022, Ludmilla lança Numanice 2, novamente dedicado ao pagode, no mesmo ano, o álbum lhe rende o Grammy Latino na categoria Melhor Álbum de Samba/agode. No Carnaval do Rio de Janeiro de 2023, Ludmilla estreou como intérprete de samba-enredo, participando do desfile da Beija-Flor ao lado do veterano Neguinho da Beija-Flor.

### Brazilian phonk
Fusão do funk com o phonk.

### Trapfunk
Na década de 2010, o trap chega no Brasil, com artistas misturando os dois estilos.

### Funk MTG
O termo surgiu entre os DJs de funk do Rio de Janeiro. MTG é uma forma abreviada de “montagem“, referindo à colagem de sons ou trechos de músicas, com novas batidas e efeitos sonoros, para construção de uma nova canção. Desde os anos 1990 e 2000, a prática vem sendo feita, como nos hits Montagem Jack Matador, Montagem Cyclone” e “Montagem Eu Só Quero Ser DJ”.
A releitura de canções tornou-se uma marca do funk mineiro, que passou a utilizar a sigla MTG em suas canções. A sigla MTG tornou-se então um símbolo de identificação com a cena funk de Belo Horizonte. O funk MTG de Minas Gerais foi impulsionado pelas redes sociais, como o TikTok e o Instagram, e passou a figurar entre as músicas mais ouvidas do Spotify no Brasil. 
Em 2024, a música MTG Quem Não Quer Sou Eu”, do produtor paulista DJ Topo foi a quarta música mais ouvida no Spotify Brasil, tendo ficado no topo das paradas por 32 dias. A faixa foi criada a partir da música  “Quem Não Quer Sou Eu”, de Seu Jorge (2011), e recebeu disco de diamante triplo.
Um mês depois de seu lançamento, a faixa MTG Chihiro, do DJ e produtor carioca Mulú, ultrapassava 1,5 milhão de reproduções no trecho original do TikTok e tinha mais de 2 milhões de acessos no YouTube. A faixa tornou-se o áudio mais usado no Instagram no Brasil em junho de 2024. Em julho, a cantora Billie Eilish e a gravadora Universal Music, que detêm a versão original, autorizaram o lançamento de uma nova versão, com a cantora Duda Beat.
Outras músicas que tornaram-se sucesso no ano de 2024 foram lançadas por produtores mineiros: DJ SV (MTG Forró e Desmantelo), DJ Jz (MTG Quero Te Encontrar) e DJ Luan Gomes (MTG Tropicana e MTG Quero Ver Se Você Tem Atitude).
De acordo com o DJ Luan Gomes, alguns sons essenciais do MTG são o box (trompete), o whistle, um som mais agudo e trêmulo, e a percussão. As faixas têm obrigatoriamente 130 BPM (batidas por minuto) e são mais lentas, sendo mais minimalistas e aéreas. Os artistas enfrentam questões de direitos autorais que podem barrar o uso das músicas no Spotify e em outras plataformas oficiais, que pode atrasar o lançamento oficial até a liberação da faixa. 
O gênero influenciou outros ritmos musicais a também produzir montagens.

## Críticas
O estilo musical, embora apresente expansão mercadológica, continua sendo alvo de muita resistência da sociedade, sendo bastante criticado por intelectuais e por parte da população. O funk brasileiro costuma ser criticado por apresentar uma linguagem obscena; e por fazer referências à violência e ao consumo e ao tráfico de drogas.
Regis Tadeu, em sua crítica para o Yahoo!, disse que 
| “ | [nada] é aproveitável. Do tal 'funk' ao 'pagode xexelento' (...) do sertanejo (...) ao tal 'forró eletrônico', o que se vê e ouve é [um] tsunami de lixo musical inédito na história da música brasileira. | ” |

 O jornalista Gilson Santos, disse que o funk é 
| “ | uma depravação e lixo cultural (...) Não dá considerar como 'cultura', algo tão grotesco, burro e malfeito. | ” |

O músico Domenico Lancellotti acredita que apesar das limitações, o gênero possui qualidades:
Desde o início de nossa banda (Moreno + 2), a mídia, quando se refere a nós, usa o termo ‘experimental’ para ajudar a definir nosso som. À minha vista, não existe nada mais ‘experimental’ no Brasil (talvez no mundo!) do que o baile funk das favelas do Rio de Janeiro. São textos pornográficos ou escatológicos sobre base rítmica sem harmonia — muitas vezes tudo desafinado. Nós e também toda a produção do rock underground (ou não) do Brasil ficamos no chinelo se nos compararmos com a inventividade e a força do funk. Admiro muito essa cultura popular e DJ Malboro é o pilar dessa estrutura.
Grande parte do criticismo vem da associação do ritmo ao tráfico de drogas, pois bailes funk são costumeiramente realizados por traficantes para atrair consumidores de drogas aos morros. Outro problema relatado sobre o funk é o volume no qual costuma ser executado: bailes funk, quase sempre, não respeitam qualquer limite quanto ao volume de som, infringindo leis relativas ao limite de volume permitido em ambientes públicos.
Em junho de 2017, uma sugestão legislativa para criminalização do gênero, proposta pelo microempresário Marcelo Alonso chegou ao Senado Federal, em setembro do mesmo ano, o senador Romário, relator da proposta, rejeitou a mesma na Comissão de Direitos Humanos e Legislação Participativa do Senado. Em dezembro do mesmo ano, o clipe canção Vai Malandra, de Anitta, fez uma crítica à proposta e foi alvo de críticas, sendo acusado de apropriação cultural e objetivação do corpo feminino, apesar de a cantora contradizer tais acusações.
Em janeiro de 2018, duas canções foram motivo de controvérsias: o single Que Tiro Foi Esse, de Jojo Maronttini, foi acusada de fazer apologia à violência (segunda a cantora, o nome da canção veio de uma gíria LGBT); já o single Só surubinha de leve, do MC Diguinho, foi acusada de fazer apologia ao estupro. Devido à polêmica, a canção foi retirada do serviço de streaming Spotify.
Em entrevista ao Nova Escola, Marcos Neira, o professor da Faculdade de Educação da Universidade de São Paulo (USP) respondeu que o gênero é um complexo movimento cultural. Rejeitá-lo como um todo por causa de algumas de suas características é desconhecimento e preconceito.

Para Bruno Ramos, articulador nacional do Movimento Funk, falta envolvimento do Estado:
A forma como o Estado enxerga o jovem da periferia é sempre como problema e não solução. Os fluxos incomodam por causa da ocupação das ruas, do volume das músicas, das letras. Se as letras têm uma problemática, é porque as pessoas não conhecem nossa realidade. As outras questões não têm relação com o funk, e sim com a falta de iniciativas públicas que ajudem a organizar os bailes.